# オールド・ファッションド・ラヴ・ソング
「オールド・ファッションド・ラヴ・ソング」（原題： An Old Fashioned Love Song）は、スリー・ドッグ・ナイトが1971年に発表したシングル。作詞作曲はポール・ウィリアムズ。

## 概要
本作品は元々カーペンターズのために書かれた楽曲だったと言われている。ウィリアムズは「愛のプレリュード」や「雨の日と月曜日は」など彼自身の作品を含む一連の "古くさいラブソング" でヒットを飛ばしていたカーペンターズに向けて特別に書いたが、リチャード・カーペンターに断られてしまったので、スリー・ドッグ・ナイトに提供した。
1971年9月30日発売のアルバム『Harmony』で発表された。リード・ボーカルはチャック・ネグロン。同年11月にシングルカットされ、12月18日から1972年1月1日にかけてビルボード・Hot 100で3週連続4位を記録した。ビルボードのイージーリスニング・チャートにおいては1位を記録し、ゴールドディスクに輝いた。またカナダでは2位を記録した。
ウィリアムズのバージョンはアルバム『Just an Old Fashioned Love Song』（1971年）に収録され、シングルカットされた。

## その他のバージョン
- カーペンターズ&キャロル・バーネット - 1972年1月19日放映の『キャロル・バーネット・ショー』の「ポール・ウィリアムズ・メドレー」において歌った[5]。
- レイ・コニフ - 『I'd Like to Teach the World to Sing』（1972年）に収録。
- ザ・ニュー・シーカーズ - 『We'd Like to Teach the World to Sing』（1972年、英国盤）に収録。
- レターメン - 『Lettermen 1』（1972年）に収録。
- 南沙織 - 『純潔/ともだち』（1972年）に収録。
- ヤング101 - 『ステージ101』のアルバム『怪獣のバラード』（1972年）に収録。